# Antônio Carlos Jobim
Antônio Carlos Jobim, teljes nevén Antônio Carlos Brasileiro de Almeida Jobim, az amerikaiaknak egyszerűen: Tom Jobim, (Rio de Janeiro, 1927. január 25. – New York, 1994. december 8.) brazil zeneszerző, zongorista, gitáros, énekes.
Szerzeményeiben összhangra talál a hagyományos brazil zene és a dzsessz. Jobim az egyike volt azoknak, akik a bossa nova zenei stílust elterjesztették. Egyes szerzeményei (mint például The Girl from Ipanema, a Waters of March, vagy a Desafinado) örökzölddé váltak.

## Pályakép
Rio de Janeiro középosztály lakta kerületében, Tijuca-ban született. Szülei értelmiségiek voltak. Édesapja tudós, diplomata volt, édesanyja egy iskola vezetője volt. Tizennégy éves korától tanult zenét. Építészként kezdett dolgozni, közben klubokban zongorázott, később egy hangstúdióban vállalt állást.
Zenéjére különösen az amerikai dzsessz és Claude Debussy hatott. 1956-ban kezdett Vinícius de Moraes költővel dalokat írni, melyeket João Gilberto adott elő. Első kirobbanó sikere a Fekete Orfeusz című film zenéje lett. A világsikert Amerikában Stan Getz és Charlie Byrd mellett szerezte meg.
1964-ben jelent meg a Getz/Gilberto című album, amelyen Stan Getz, Astrud Gilberto valamint João Gilberto előadásában szólal meg a The Girl from Ipanema.

## Érdekesség
A Rio de Janeiro-i repülőtér neve: Tom Jobim Repülőtér (Galeão – Antonio Carlos Jobim International Airport).